# Дарк, Мирей
Мирей Дарк (фр. Mireille Darc, настоящее имя Мирей Кристиан Габриэл Эме Эгроз (фр. Mireille Aigroz), 15 мая 1938[…], Тулон, Вар, Франция — 28 августа 2017[…], VIII округ Парижа, Франция) — французская актриса, сценарист, режиссёр и фотомодель.

## Биография
Мирей — самая младшая в семье (у неё есть два старших брата). Её семья не имела отношения к искусству, и Мирей пришлось начинать с нуля. Отец, швейцарского происхождения, был садовником, а мать держала бакалейный магазин. Мирей закончила Консерваторию драматического искусства в родном Тулоне. Приехав в Париж в 1959 году, начала работать манекенщицей, потом получает роль в спектакле «Герой и солдат» (по Б. Шоу).
Дебютирует на ТВ в 1960 году в небольших ролях в постановках «La grande Brétèche» — реж. Клод Барма, «Hauteclaire» — Жан Прат и «l’Eté en Hiver» — Франсуа Шало, и в том же году в кино — в фильме Ж. Пуатрено «Привидение» (фр. La revenante). Затем следует череда малозначительных ролей.
Первую большую роль получает в фильме Ле Шануа «Месьё», где её партнёром был Жан Габен (1964). На следующий год в картине «Галя» Жорж Лотнер потребовал, чтобы темноволосая кудрявая девушка, а именно такой была тогда Мирей, превратилась в платиновую блондинку. «В ту минуту, когда я увидела себя блондинкой, я поняла, что это именно я и есть на самом деле», вспоминает актриса. Такой белокурой Мирей Дарк и полюбили французы. После фильма «Галя», где Мирей сыграла женщину, свободную от условностей, жрицу свободной любви, которую журналисты тут же провозгласили современным женским типом, «секс-символом», актриса становится невероятно популярной, не менее чем Брижит Бардо. За роль Мирей была удостоена приза на фестивале Мар-дель-Плата в 1965 году. Жорж Лотнер становится её звёздным режиссёром, началась её настоящая карьера, вместе они проработают в 13 картинах. Также Дарк работает и в театре (1964 г. — «Фотофиниш» (Photo finish)) поставлена Питером Устиновым, 1965 г. — «„Босиком по парку“ / Barefoot in the Park / Pieds nus dans le parc» по пьесе Нила Саймона, поставлена Пьером Монди). Во Франции актрису прозвали «La Grande sauterelle» по названию одноимённого фильма «Большой кузнечик», вышедшего на экраны в 1967 году.
В 1969 году на съёмках ленты «Джеф» произошла её встреча с Аленом Делоном (тогда же появилась в эпизоде в «Борсалино)», которая определила жизнь актрисы. Она станет помощницей Делона по бизнесу (духи, готовое платье) и его гражданской женой. Мирей Дарк и Ален Делон были вместе тринадцать лет. Для него это был рекорд, который не удалось побить ни одной другой женщине. Мирей мотается по Европе: из Флоренции в Стокгольм, из Рима в Мадрид. Заключает договоры, ищет помещения для новых магазинов. Когда у Роми погиб сын, Ален был рядом. Он вытаскивал её из депрессии, а Мирей водила её по магазинам, покупала новые платья и шляпки, старалась развеселить и отвлечь. К Мирей очень привязался сын Делона, Энтони, к которому она тоже относилась с нежностью. До последнего времени у них были хорошие отношения, чего нельзя сказать об отношениях Энтони с отцом. Мирей сделала Алену оригинальный подарок: написала сценарий фильма «Мадли» в 1970 году об идеальной современной любви и пела в фильме. Естественно, они оба сыграли главные роли. Также она снялась вместе с ним в картинах «Фантазия от пентюхов» (1971) Ж. Пиреса, «Борсалино и компания» (1974) Ж. Дерэ, «Ледяная грудь» (1974) Ж. Лотнера, «Спешащий человек» (1977) Э. Молинаро и «Смерть негодяя» (1977) Ж. Лотнера, но было совершенно очевидно, что «Большой кузнечик» намеренно уходит в тень, уступая первую скрипку своему возлюбленному.
Огромную популярность Дарк принесло участие в двух лентах Ива Робера «Высокий блондин в чёрном ботинке» (1972) и «Возвращение высокого блондина» (1974). Именно в качестве подруги «высокого блондина» — Ришара, Мирей Дарк стала знаменита и любима в Советском Союзе. Высокая, стройная и элегантная французская провинциалка стала новым типом «французской штучки».
Платье модельера Ги Лароша с глубоким откровенным вырезом на спине, которое носила  Кристин — героиня Мирей Дарк в кинофильме «Высокий блондин в чёрном ботинке» шокировало публику и принесло актрисе скандальную известность.
Многие женщины пытались подражать ей, от причёски до манер её героинь. Дарк же всегда тяготела к характерным ролям, которые ей предлагали нечасто.
Позже в жизни Дарк начинается чёрная полоса. У актрисы всегда были проблемы с сердцем. Но в конце 1970-х приступы стали настолько острыми, что откладывать операцию стало невозможно. В 1980 году карьера прервана операцией на сердце. За ходом событий с замиранием сердца наблюдала вся Франция. Все ожидали «звёздной свадьбы». Но она не состоялась (Делон мотивировал это тем, что не мог иметь детей от Дарк). Большой травмой для актрисы стал разрыв с Аленом Делоном, который бросил её в начале 1980-х ради молодой Анн Парийо. В 1983 году пара Дарк-Делон расходится. Внешне Мирей вела себя со спокойным достоинством, даже близкие друзья не догадывались, что происходит в её душе. Видимо эмоциональное состояние Мирей, депрессия на фоне болезни и разрыва послужили причиной автокатастрофы. Её находят в искорёженном «Мерседесе», на дороге в туннеле, по которой она ехала из Италии. Пришлось провести не один месяц в больнице в Женеве, врачи считали чудом, что она выжила. Делон был рядом и делал всё, чтобы она выздоровела и захотела жить. Но после того как Мирей выписали, они всё-таки расстались. На этот раз окончательно.
В 1983 году она возвращается в кино с лентой «Если она говорит „да“, я не говорю „нет“» К. Витали, а затем следует комедия «Никогда до свадьбы» Д. Чеккальди. Практически после 1984 года Дарк не снимается для большого кино, посвящая себя фотографии, телевидению и театру (1985 г. — «Глава вторая / Chapter Two / Chapitre II» по пьесе Нила Саймона, поставлена Пьером Монди). Она увлеклась астрологией, занятием своего известного предка, астролога VII века Жана Эгроза. Снова выходит замуж (вернее, с Делоном они так и не расписались) за известного во Франции человека, директора радиостанции Europe-1, писателя, но звёзды не были милосердны к Дарк — её муж Пьер Барре умирает после тяжёлой болезни в 1988 году. Мирей уходит в работу, пишет сценарий по роману Катрин Панколь «Варварша». В 1988 году сама снимает по нему фильм, становясь режиссёром картины «Варварша». Мирей приходит и на телевидение в 1990 году не только как актриса, которая много играет в сериалах, но и как режиссёр-кинодокументалист. С 1992 по 2007 год Мирей Дарк делает серию репортажей на самые больные темы: о пересадке органов и проблеме донорства, о проституции, о раковых заболеваниях. «Я научилась жить в одиночестве, поняла, что радоваться жизни можно и тогда, когда нет всепоглощающей страсти». В 1996 году, спустя восемь лет после трагической смерти журналиста и писателя Пьера Барре, второй её любви, Мирей встречает Паскаля (Pascal Desprez), архитектора, который сопровождает её на всех официальных мероприятиях, журналистам Мирей говорит, что это её очень близкий друг. Теперь он — её муж.
В 2005 году Мирей становится Рыцарем Почётного легиона Франции, получив награду из рук бывшего министра экономики и финансов Франции Жака Делора. Публикует в том же году автобиографию «Пока будет биться моё сердце / Tant que battra mon coeur».
В 2006 году Мирей получает знак Почётного легиона от президента Франции Жака Ширака. Мирей везде почётная и желанная гостья. «Большой кузнечик» всё время что-то делает для других. Её любят и уважают.
Лишь спустя много лет Делон и Дарк опять столкнулись на съёмочной площадке телесериала «Франк Рива» в 2003 году. С сентября 2006 по июль 2007 года Алена Делона можно было увидеть на сцене театра «Мариньи», где актёр вдвоём с актрисой и своей бывшей возлюбленной Мирей Дарк играют спектакль по произведению писателя Роберта Джеймса Уоллера «Мосты округа Мэдисон» (в 1995 году по этой книге Клинт Иствуд снял известный одноимённый фильм с собой и Мерил Стрип в главных ролях). Постановка рассказывает историю страсти, вспыхнувшей между фотографом Робертом Кинкейдом и замужней женщиной Франческой. Героиня выше любви ставит чувство долга и остаётся с семьёй.

## Смерть
Умерла 28 августа 2017 года в Париже от перенесённой операции на сердце.
Похоронена там же, на кладбище Монпарнас 1 сентября.

## Фильмография

### Актриса
- 1960 — Развлечения / Les Distractions; режиссёр Jacques Dupont
- 1960 — La revenante ; режиссёр Jacques Poitrenaud
- 1961 — Пожалуйста, не сейчас / Отпустив поводья / La bride sur le cou; режиссёр Роже Вадим
- 1961 — Mourir d’amour ; режиссёр Dany Fog
- 1961 — Новые аристократы / Les Nouveaux Aristocrates; режиссёр Francis Rigaud
- 1961 — ¿Pena de muerte?; режиссёр Josep Maria Forn
- 1962 — Virginie; режиссёр Jean Boyer
- 1962 — Счастливчики / Les Veinards; режиссёр Филипп Де Брока — Жаклин
- 1963 — Пик-Пик / Pouic-Pouic — Патриция; режиссёр Жан Жиро — Патрисия
- 1964 — Месьё / Monsieur; режиссёр Жан-Поль Ле Шануа — Сюзанна
- 1963 — Игра в ящик / Des pissenlits par la racine; режиссёр Жорж Лотнер — Роки, невеста Чирика
- 1964 — Страшно крутые / Les Durs à cuire; режиссёр Жак Пиното
- 1964 — Охота на мужчину / La Chasse à l’homme; режиссёр Эдуар Молинаро — Георгина
- 1964 — Барбузы – секретные агенты / Les Barbouzes; режиссёр Жорж Лотнер — Антуанетта Дюбуа, она же Амаранта Бенар Шах
- 1965 — Кутилы / Les Bons vivants (Un grand seigneur); режиссёр Жиль Гранье, Жорж Лотнер — Элоиза
- 1965 — Галя[фр.] / Galia; режиссёр Жорж Лотнер — Галя
- 1966 — Потасовка в Панаме / Du Rififi A Paname; режиссёр Denys de La Patellière — принцесса Лили
- 1966 — Сарабанда Бинг Бинг / Barbouze chérie / Zarabanda Bing Bing; режиссёр Хосе Мария Форке
- 1966 — Не будем ссориться / Ne nous fachons pas; режиссёр Жорж Лотнер
- 1966 — Карьера / À belles dents / Living it Up; режиссёр Пьер Гаспар-Юи
- 1967 — Большой кузнечик / La grande sauterelle; режиссёр Жорж Лотнер — Большой кузнечик
- 1967 — Пекинская блондинка / La Blonde de Pékin; режиссёр Nicolas Gessner — Кристина Ольсен
- 1967 — Уикэнд / Week-end; режиссёр Жан-Люк Годар — Коринна Дюран
- 1968 — Цветок щавеля / Fleur d’oseille / Sorrel Flower; режиссёр Жорж Лотнер — Катерина
- 1968 — Саммит / Summit (Un corps, une nuit) ; режиссёр Giorgio Bontempi
- 1968 — Мадли / Madly; режиссёр Роже Кахане — Агата
- 1969 — Джеф / Jeff; режиссёр Жан Эрман — Ева
- 1969 — Бросок в Монте-Карло / Gonflés à bloc ou Le rallye de Monte-Carlo; режиссёр Ken Annakin — Мари-Клод
- 1970 — Она не пьёт, она не курит, она не принимает наркотики, но она говорит / Elle boit pas, elle fume pas, elle drague pas, mais… elle cause ! ; режиссёр Мишель Одиар — Франсин
- 1970 — Борсалино / Borsalino; режиссёр Жак Дере — проститутка
- 1971 — Пусть звучит этот вальс / Laisse aller, c’est une valse; режиссёр Жорж Лотнер — Карла
- 1971 — Возвращение надоедливой букашки / Фантазия от пентюхов / Fantasia chez les ploucs; режиссёр Жирар Пирес — Каролина Чу-Чу
- 1971 — Жил-был полицейский / Il était une fois un flic; режиссёр Жорж Лотнер — Кристина
- 1972 — Высокий блондин в чёрном ботинке / Le Grand Blond avec une chaussure noire; режиссёр Ив Робер — Кристина
- 1973 — Чемодан / La Valise; режиссёр Жорж Лотнер — Франсуаза
- 1973 — Нет дыма без огня / Il n’y a pas de fumée sans feu / Where There’s Smoke; режиссёр Андре Кайат
- 1974 — О’кей патрон / OK patron; режиссёр Claude Vital — Мелисса
- 1974 — Ледяная грудь / Les Seins de glace; режиссёр Жорж Лотнер — Пегги Листер
- 1974 — Борсалино и компания / Borsalino & Co; режиссёр Жак Дере — проститутка
- 1974 — Скажи мне, что ты меня любишь / Dis-moi que tu m’aimes; режиссёр Michel Boisrond — Виктори Дану
- 1974 — Возвращение высокого блондина / Le Retour du grand blond; режиссёр Ив Робер — Кристина
- 1975 — Розовый телефон / Le Téléphone rose; режиссёр Эдуар Молинаро — Кристина
- 1976 — Компьютер, программирующий смерть / L’Ordinateur des pompes funèbres; режиссёр Жерар Пирес — Шарлотта
- 1977 — Пассажиры / Les Passagers; режиссёр Серж Леруа — Николь
- 1977 — Спешащий человек / L’Homme pressé; режиссёр Эдуар Молинаро — Эдвига
- 1977 — Смерть негодяя / Mort d’un pourri; режиссёр Жорж Лотнер — Франсуаза
- 1978 — Les Ringards; режиссёр Робер Пуаре — Энни Гармиш
- 1981 — За шкуру полицейского / Pour la peau d’un flic; режиссёр Ален Делон — Большой кузнечик
- 1982 — Никогда до свадьбы / Jamais avant le mariage; режиссёр Daniel Ceccaldi — Элизабет
- 1983 — Лето нашего пятнадцатилетия / L'Été de nos 15 ans; режиссёр Marcel Jullian — постоялица отеля
- 1983 — Если она скажет «да»… я не откажусь / Si elle dit oui… je ne dis pas non; режиссёр Claude Vital — Катерина
- 1984 — Неуловимый Боб / Réveillon chez Bob; режиссёр Denys Granier-Deferre — Маделин
- 1986 — Распутная жизнь Жерара Флока / La Vie dissolue de Gérard Floque — Джоселина Доманж

### На ТВ
- 1960 — Du côté de l’enfer
- 1961 — Hauteclaire
- 1970 — Борсалино / Borsalino
- 1974 — Возвращение высокого блондина / Le Retour du grand blond
- 1992 — Опалённые сердца[фр.] / Les Cœurs brûlés (série tv) — Элен Каррьер
- 1994 — Глаза Элен / Les Yeux d’Hélène
- 1995 — Лаура / Laura
- 1996 — Земля индиго / Terre indigo
- 1997 — Друг моего сына[фр.] / L’Ami de mon fils — Луиза
- 1997 — Хамелеон. Поминай как звали / Ni vue ni connue — Николь
- 1999 — Хамелеон 2. Портрет / Le portrait — Николь
- 2003 — Фрэнк Рива / Frank Riva

### Режиссёр
- 1988 — Варварша

### Сценарист
- 1970 — Мадли

### Документальные фильмы
- 2013 — Мирей Дарк. Душевные раны / Mireille Darc, blessures intimes (реж. Серж Кальфон / Serge Khalfon)